# Gregory S. Paul

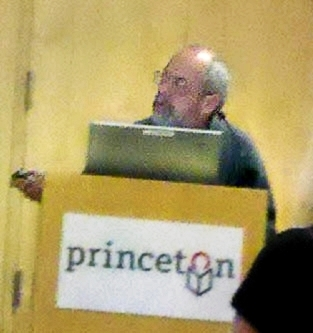
Gregory Scott Paul

Gregory Scott Paul, (24 december 1954), is een Amerikaans paleontoloog en wetenschappelijk illustrator. Paul is vooral bekend door zijn vele illustraties van dinosauriërs, zowel van restauraties van skeletten als scènes met levende dieren. Hij wordt gezien als de belangrijkste grondlegger van de new look in paleontologische illustraties. Als wetenschapper is hij vooral bekend als grondlegger van de hypothese dat de Deinonychosauria afstammen van een vliegende voorouder.

## Jeugd
Gregory was de zoon van een ondernemersechtpaar uit het noorden van Virginia. Al vroeg had hij een interesse in dinosauriërs en drukte die uit in tekeningen. Vanaf zijn negende kreeg hij privélessen in tekenen. Als tiener maakte het werk van illustrator Bill Berry, de eerste die dinosauriërs een horizontale houding gaf, grote indruk op hem. In 1972 verkocht hij zijn eerste tekening, voor de omslag van The Washington Post, zij het niet van een dinosauriër maar een olifant. Paul werkte eerst meestal in grafietpotlood.

## Invloed van Robert Bakker
In 1973 ging Paul geologie en biologie studeren aan het Northern Virginia Community College. In deze tijd werd hij zich bewust dat er een "dinosauriërrenaissance" gaande was, in gang gezet door paleontoloog Robert Bakker, die in de jaren zeventig de theorie dat de dinosauriërs endotherm waren bekendheid gaf. Rond 1975 liet Paul deze denkbeelden in zijn illustraties doorwerken door bevederde dinosauriërs af te beelden. Daarbij gebruikte hij nu ook kleurpotlood. Tegelijkertijd deed hij vrijwilligerswerk aan het Smithsonian Institute. In 1976 kwam hij via het Smithsonian in contact met Bakker persoonlijk.
Bakker was zelf een niet onverdienstelijk tekenaar maar hij besefte dat hij iemand van groter talent nodig had om zijn ideeën visueel uit te dragen. Die persoon vond hij in deze jeugdige biologiestudent die ook nog eens een vurig aanhanger van de nieuwe leer bleek. Paul kwam al snel tot de conclusie dat het soort illustraties dat in die tijd nog acceptabel geacht werd, "niet in woorden uit te drukken zo slecht" was. Gedreven begon hij, op aanwijzing van Bakker, aan een project om van alle bekende vondsten voor het eerst gestandaardiseerd de skeletdelen in inkttekeningen af te beelden die de naar de meest recente inzichten correcte lichaamshouding weergaven. Daarna maakte hij reconstructies van het spierstelsel. Deze methode leverde genoeg gegevens op om voor het eerst ook wetenschappelijk verantwoorde afbeeldingen van de levende dieren te maken. Hierbij koos hij voor de snelle methode van de zwart-wit-illustratie in Siberisch krijt, een techniek die door Bakker gesuggereerd werd. Bij John Bannon ging hij in de leer om zich in de olieverftechniek te bekwamen.
Paul begon nu illustraties voor een boekproject van Bakker te maken — welk boek overigens niet gepubliceerd zou worden maar wel Pauls beroemde Brachiosaur herd opleverde — en ging in 1980 aan de Johns Hopkins University studeren waar Bakker professor was. Samen met Bakker deed hij vanaf 1979 mee aan opgravingen, onder andere in Wyoming.

## DeNew Look
Paul publiceerde zijn eerste paleontologische illustratie in 1977 en al snel liet hij een vloed aan afbeeldingen op de paleontologische wereld los. Het succes was enorm, met opdrachten voor Science en de column van Stephen Jay Gould in Natural History. Zijn gedegen anatomische kennis stelde hem in staat om de vage opgeblazen gedrochten die zolang de pagina's onveilig hadden gemaakt, te vervangen door illustraties die de werkelijke eigenheid van iedere soort tot uitdrukking brachten. Andere kunstenaars begonnen al snel Pauls werk te imiteren: soms zelfs zijn stijl maar vrijwel altijd de weergave van zijn anatomische inzichten. Omdat zijzelf geen wetenschapper waren en Paul — die zich openlijk opwierp als bemiddelaar tussen kunst en wetenschap — wel, zagen ze zijn tekeningen als de te volgen wetenschappelijke norm, iets wat nog versterkt werd door zijn gewoonte om ze steeds aan te passen aan nieuwe vondsten en inzichten. Die inzichten waren vooral ook die van Bakker: Theropoda waren snelle actieve jagers met een horizontale houding; kleine soorten dinosauriërs waren bevederd; Ceratopia hadden rechte voorpoten en konden galopperen; ook de grootste Sauropoda waren nog warmbloedig en levendig. Zo schiep Paul de zogenaamde New Look (een verwijzing naar Christian Diors New Look), een volledige omslag in de jaren tachtig in de manier waarop uitgestorven dieren uit het Mesozoïcum werden afgebeeld.

## Paleontologische theorieën
De meerderheid van de toenmalige paleontologische wereld kon zijn inzichten hoogstens zeer ten dele delen, maar men bezag Paul met een zekere sympathie omdat hij zulke mooie dingen maakte. Dat veranderde enigszins toen bleek dat de kunstenaar zich ook als paleontoloog wilde betonen. Zolang dat op de academische manier ging door het publiceren van artikelen over allerlei details gaf dat nog geen problemen. In 1978 deed Paul onderzoek naar de voedselopnemingscapaciteit van sauropoden; in 1981 bezocht hij Europa en het Berlijnse exemplaar van Archaeopteryx wat in 1984 leidde tot zijn eerste peer-reviewed publicatie over de hypothese dat de groep welke we nu de Maniraptora noemen tot de vogels behoort; hetzelfde jaar verscheen een tweede artikel over de afkomst van de segnosauriërs. Hoewel deze successen Paul ertoe verleidden zijn studie te beëindigen, nog voor hij zijn master's degree behaald had, en ook zijn bijbaantje als winkelbediende op te zeggen, baarden ze geen al te groot opzien. In 1987 echter schreef Paul, in het kader van een grote reizende tentoonstelling over dinosauriërkunst, een hoofdstuk, The Science and Art of Restoring the Life Appearance of Dinosaurs and Their Relatives: A Rigorous How-To Guide, voor het boek Dinosaurs, Past & Present dat weliswaar de uiterlijke vorm had van een aantal richtlijnen voor het illustreren van dinosauriërs, maar in feite een met grote stelligheid uitgesproken analyse van de anatomie van de hele groep behelsde. Leidde dit al tot opgetrokken wenkbrauwen: het jaar daarop publiceerde Paul een heel boek over de Theropoda: Predatory Dinosaurs of the World. Bibliofiel was dit werk een doorslaand succes. Iedereen was erover eens dat er nog nooit zo'n prachtig boek over het onderwerp was geschreven (al was het alleen maar omdat dit de eerste keer was) en vooral geïllustreerd. Maar als wetenschappelijk werk werd het boek in de recensies neergesabeld. De storm aan negatieve kritiek had verschillende oorzaken. Het geschrift waagde het zowel wetenschappelijk als populairwetenschappelijk te zijn. Paul had zelfs een aantal nieuwe soorten benoemd, samen met vele andere taxa. Het vervreemdde zijn moderne vrienden door de methode van de kladistiek te verwerpen. De conservatieven bracht het tot hoongelach door iedere kleine soort met veren uit te dossen en zelfs expliciet te beweren dat een belangrijk deel van de dinosauriërs uit loopvogels bestond! Het boek was ook een commerciële flop en van het oorspronkelijke plan om ook van de andere dinosauriërgroepen een overeenkomstig deel te laten verschijnen kwam niets terecht.

## Erkenning
Enigszins aangeslagen wierp Paul zich op zijn kunstzinnige arbeid. Voor Paul MacCready had hij in 1987 hij het uiterlijk van diens vliegende Quetzalcoatlus-robot ontworpen. Begin jaren negentig creëerde hij het eerste ontwerp van Tyrannosaurus en Deinonychus voor Jurassic Park, hoewel dat door de makers van de film nog aanzienlijk veranderd zou worden — en daarmee minder wetenschappelijk gemaakt: zo verdwenen de, lastig te simuleren, veren weer. Omdat de schrijver van het boek Jurassic Park, Michael Crichton, Paul volgde in zijn gelijkstelling van Deinonychus met Velociraptor, kreeg de hele groep Dromaeosauridae de populaire naam raptors, een ontwikkeling die Paul betreurde.
Al snel echter steeg zijn reputatie als theoreticus. Om te beginnen kreeg Predatory Dinosaurs of the World binnen enkele jaren de status van een cultusboek. De ware dinofan verwierf zich een tweedehands exemplaar (tot nu toe is er geen tweede druk verschenen) en "PDW" werd naast Bakkers Dinosaur Heresies een soort dinobijbel. Toen kwam in 1996 het bekendmaken van de vondst van Sinosauropteryx, de eerste Chinese dinosauriër met veren. In snel tempo volgden daarna de vondsten van bevederde dinosauriërs elkaar op. Toen National Geographic in 1998 de nu befaamde persconferentie gaf bij de opening van de tentoonstelling in Amerika over de nieuwe vormen zat "GSP" erbij om na afloop de felicitaties (en beschaamde excuses) in ontvangst te nemen. Hij was de man die het allemaal voorspeld had en nu door de feiten in het gelijk werd gesteld. Althans, wat de bevedering van dinosauriërs betreft. Het meest omstreden deel van zijn theorieën: dat de Maniraptoriformes afstamden van een vliegende voorouder of zelfs binnen Aves geplaatst moesten worden, vond nog steeds geen genade in de ogen van de paleontologische gemeenschap hoewel de plausibiliteit ervan door de vondst van Microraptor enorm was toegenomen. Om zijn denkbeelden kracht bij te zetten publiceerde Paul in 2002 een lijvig boekwerk, Dinosaurs of the Air, waarin hij een zeer geleerde en uitgebreide analyse gaf van het probleem. Het werk was vanzelfsprekend door de auteur zelf rijkelijk geïllustreerd. In hetzelfde jaar werd Paul geëerd doordat een aan Microraptor verwante vorm naar hem vernoemd werd: Cryptovolans pauli.
Naast dit hoofdthema van zijn theoretische arbeid is Paul ook bezig geweest met het vraagstuk van het metabolisme van dinosauriërs, waarvoor hij een speciaal model, terramegathermie, ontwikkeld heeft en met de kwesties of grote theropoden konden rennen en sauropoden hun nek omhoog staken, waarop volgens Paul in beide gevallen bevestigend geantwoord moet worden. Hierbij ging hij vaak langdurige polemieken aan met rivaliserende wetenschappers; Paul is als polemist gevreesd om zijn scherpe pen. Wat minder controversieel is zijn taxonomische activiteit: hij splitste in 2006 van het genus Iguanodon drie vormen af die hij als Dakotadon, Mantellisaurus en Dollodon benoemde.
Populairwetenschappelijk was Paul minder actief. Onder zijn redactie is in 2000 het Scientific American Book of Dinosaurs verschenen dat een vijftal artikelen van zijn hand bevat en zeer veel van zijn illustraties waaronder afbeeldingen van skeletten van tachtig dinosauriërs. In 2010 verscheen een geïllustreerde The Princeton Field Guide to Dinosaurs en het door hem zelf gepubliceerde Gregory S. Paul's Dinosaur Coffee Table Book in een dure en een goedkope editie.
Paul is nooit gehuwd en woont al sinds de jaren tachtig in Charles Village bij Baltimore. Een van zijn hobby's is de modelbouw van gevechtsvliegtuigen uit de Tweede Wereldoorlog.

## Voetnoten
1. ↑  Frank D. Roylance, 2011, "Bringing dinosaurs to life — Charles Village man's books and art have influenced paleontologists, artists and Michael Crichton", The Baltimore Sun, 10 februari 2011

- Bibsys: 90949142
- Bibliothèque nationale de France: cb146389808 (data)
- CiNii: DA0743096X
- Gemeinsame Normdatei: 1129121925
- International Standard Name Identifier: 0000 0001 2278 9899
- Library of Congress Control Number: n88010832
- Bibliotheek van het Japanse parlement: 00472811
- Nationale Bibliotheek van Tsjechië: jcu2012676600
- Nationale Bibliotheek van Israël: 987007439882405171
- Nederlandse Thesaurus van Auteursnamen: 074113623
- Système universitaire de documentation: 071502637
- Virtual International Authority File: 43377739
- WorldCat: E39PBJbWrJ6ymqtwcFcv6xxVYP

## Wetenschappelijke artikelen
- G.S. Paul, "The archosaurs: a phylogenetic study", In: Third Symposium on Mesozoic Terrestrial Ecosystems, ATTEMPTO Verlag, 1984
- G.S. Paul, 1984, "The segnosaurian dinosaurs: relics of the prosauropod-ornithischian transition?", Journal of Vertebrate Paleontology 4 (4): 507-515
- M. Brett-Surman & G.S. Paul, 1985, "A new family of bird-like dinosaurs linking Laurasia and Gondwanaland", Journal of Vertebrate Paleontology 5 (2): 133-138
- G.S. Paul, "The science and art of reconstructing the life appearance of dinosaurs and their relatives: a rigorous how-to guide", In: Dinosaurs Past and Present Volume II, Natural History Museum of Los Angeles County, 1987
- G.S. Paul, "Predation in the meat-eating dinosaurs", In: Fourth Symposium on Mesozoic Terrestrial Ecosystems, Tyrrell Museum, 1987
- G.S. Paul, 1988, "The small predatory dinosaurs of the mid-Mesozoic, the horned small theropods — Proceratosaurus and Ornitholestes — of the Morrison and Great Oolite, and the sickle claw theropods — Deinonychus, Velociraptor and Saurornithoides — of the Cloverly, Djadokhta and Judith River", Hunteria 2 (4): 1–9
- G.S. Paul, 1988, "The brachiosaur giants of the Morrison and Tendaguru, with a description of a new subgenus, Giraffatitan, and a comparison of the world's largest dinosaurs", Hunteria 2 (3): 1-14
- G.S. Paul, 1988, "Physiological, migratorial and climatological implications of polar dinosaurs", Journal of Paleontology 62 (4)
- G.S. Paul & T. Chase, 1989, "Paleontological illustrations", In: Elaine R.S. Hodges ed, The Guild Handbook of Scientific Illustration, Van Nostrand Reinhold
- G.S. Paul, 1989, "Giant meteor impacts and great eruptions: dinosaur killers?", Bioscience 39 (3): 162-171
- G.S. Paul, 1990, "An improbable view of Tertiary dinosaurs", Evolutionary Theory 9: 309-315
- G.S. Paul, 1991, "The many myths, some old, some new, of dinosaurology", Historical Biology 16: 69-99
- G.S. Paul, 1993, "Are Syntarsus and the Whitaker quarry theropod the same genus?", New Mexico Museum of Natural History & Science Bulletin 3: 397-402
- G.S. Paul, "Physiology and migration of North Slope dinosaurs", In: ed. Dennis K. Thurston, Kazuya Fujita, 1992 Proceedings International Conference on Arctic Margins, U.S. Dept. of the Interior, Minerals Management Service, Alaska Outer Continental Shelf Region, 1994
- G.S. Paul & G. Leahy, 1994, "Terramegathermy in the time of the titans: restoring the metabolics of colossal dinosaurs", Paleontological Society Special Publication, 7: 177-198
- G.S. Paul, 1994, "Big sauropods — really, really big sauropods", The Dinosaur Report, The Dinosaur Society, Fall, p. 12–13
- G.S. Paul, "The thermal environments of dinosaur nestlings — implications for endothermy and insulation", In: Kenneth Carpenter ed., Dinosaur Eggs and Babies, Cambridge University Press, 1996
- G.S. Paul, "Dinosaur reproduction in the fast lane — what it implies about their size, success and extinction", In: Kenneth Carpenter ed., Dinosaur Eggs and Babies, Cambridge University Press, 1996
- G.S. Paul, "Dinosaur models: the good, the bad, and using them to estimate the mass of dinosaurs", In: Dinofest International Proceedings, 1997
- G.S. Paul, "Migration, and Reproductive behavior and rates", In: Philip J. Currie Ed., Encyclopedia of Dinosaurs, Academic Press, 1997
- G.S. Paul, 1998, "Terramegathermy and Cope’s Rule in the land of titans", Modern Geology 23 (1-4): 179-217
- A. Elzanowski, G.S. Paul & T.A. Stidham, 2000, "An avian quadrate from the Late Cretaceous Lance Formation of Wyoming", Journal of Vertebrate Paleontology 20 (4): 712-719
- G.S. Paul, 2000, "Limb design, function and running performance in ostrich-mimics and tyrannosaurs", Gaia, 15: 257-270
- Gregory S. Paul & Per Christiansen, 2000, "Forelimb posture in neoceratopsian dinosaurs: Implications for gait and locomotion", Paleobiology 26 (3): 450-465
- G.S. Paul & P. Christiansen, 2001, "Limb bone scaling, limb proportions, and bone strength in neoceratopsian dinosaurs", Gaia 16: 13–29
- G.S. Paul, "Body and tail posture in theropod dinosaurs", In: Kenneth Carpenter ed., The Carnivorous Dinosaurs, Indiana University Press, 2005
- J. Kirkland, R. Hernández-Rivera, T. Gates, G. S. Paul, S. Nesbitt, C. I. Serrano-Brañas & J. P. Garcia-De La Garza, 2006, "Large hadrosaurine dinosaurs from the latest Campanian of Coahuila, Mexico", New Mexico Museum of Natural History and Science Bulletin 35: 299-316
- G.S. Paul, "Turning the old into the new: a separate genus for the gracile iguanodont from the Wealden of England", In: Kenneth Carpenter ed., Horns and Beaks: Ceratopsian and Ornithopod Dinosaurs, Indiana University Press, 2007
- G.S. Paul, 2008, "A revised taxonomy of the iguanodont dinosaur genera and species", Cretaceous Research 29(2): 192-216
- G.S. Paul, "The extreme lifestyles and habits of the gigantic tyrannosaurid super predators of the Late Cretaceous of North America and Asia", In: Peter Larson ed., Tyrannosaurus rex, The Tyrant King, Indiana University Press, 2008
- G.S. Paul, 2009, "The nearly columnar limbs of elephants are very different from the more flexed, spring action limbs of running mammals and birds", Journal of Experimental Biology, 212(1): 152-153